# Roark Critchlow
Roark Critchlow (Calgary (Alberta), 11 mei 1963) is een Canadees acteur.
Hij is het meest bekend voor zijn rol van Mike Horton in de soapserie Days of our Lives, die hij van 1994 tot 1999 speelde. Hij maakte ook twee gastoptredens in de serie Friends, in de rol van Mike Horton toen het personage uit Friends - Joey Tribbiani - zogezegd een acteur was in Days. In Pretty Little Liars speelde hij de rol van Tom Marin, vader van Hannah Marin en ex-man van Ashley Marin.
Van 2003 tot 2004 had hij een kleine rol als Dokter Ackland in de soap Passions. Verder speelde hij nog gastrollen in series als The Bold and the Beautiful, CSI: Miami en nog vele andere. Critchlow speelde ook in verscheidene televisiefilms mee.